# Justizamtskommission Schlotheim
Das Gericht Schlotheim war ein Gerichts- und Verwaltungsbezirk in der Schwarzburg-Rudolstädter Unterherrschaft mit Sitz in Schlotheim. Ab 1850 war es als Justizamtskommission Schlotheim ein erstinstanzliches Gericht und ging 1879 im Amtsgericht Schlotheim auf.
1356 erwarben die Grafen von Schwarzburg-Blankenburg das Gericht von den Grafen von Honstein. 1574 fiel es an Schwarzburg-Frankenhausen und 1599 an Schwarzburg-Rudolstadt. Es war ein wettinisches Lehen, seit 1485 der albertinischen Linie. Die Lehensherrschaft ging 1815 auf Preußen über und wurde 1819 abgelöst.
1424 erhielten die Herren von Hopfgarten das Gericht (bestehend aus Schlotheim und Mehrstedt) als Patrimonialgericht von den Schwarzburger Grafen verliehen. Dieses Patrimonialgericht bestand bis zum 1. Juli 1850. Die Verwaltungsaufgaben ginge dann an das Landratsamt Frankenhausen über die Gerichtsfunktion auf die Justizamtskommission Schlotheim. Das Gerichtssprengel wurde um das Amt Straußberg erweitert. Die Justizamtskommission Schlotheim war dem Kreisgericht Sondershausen nachgeordnet.
Im Rahmen der Einführung der Reichsjustizgesetze wurde die Justizamtskommission in das Amtsgericht Schlotheim umgewandelt.